# AMOS BASIC
AMOS BASIC je jedan od dijalekata programskog jezika BASIC koji je bio popularan na porodici računala Commodore Amiga.